# Gorouol
Der Gorouol ist ein temporär wasserführender Fluss in Burkina Faso und Niger.

## Verlauf
Er entspringt im Norden Burkina Fasos südöstlich von Déou und fließt entlang der Düne von Saouga nach Osten. Bei Falagountou mündet der Féléol in den Gorouol. Dann biegt der Fluss nach Norden ab bis zur Mündung des Béli nahe Yatakala. Dort ändert er erneut seine Richtung nach Osten, bis er etwa 50 km später nahe der Stadt Ayorou in Niger in den Niger mündet.
Sein Einzugsgebiet wird unterschiedlich mit 54.050 und 44.850 km² angegeben. Am Gorouol liegen die Ortschaften Saouga und Bidi.

## Hydrometrie
Durchschnittliche monatliche Durchströmung des Gorouol gemessen an der hydrologischen Station bei Alcongui, etwa 30 km oberhalb der Mündung in m³/s.
- Diagrammdaten:
- Definition |
- Rohdaten |
- Hilfe

## Namensgebung
Gorouol ist ein Fulfulde-Wort, das „Wasserlauf“ bedeutet. Ein weiterer Name des Flusses lautet Youmbam.
In manchen Quellen wird auch der Béli als Hauptfluss bezeichnet und der Gorouol als dessen Nebenfluss.